# محطة بولنوار لطاقة الرياح
محطة طاقة الرياح بولنوار، المعروفة أيضًا بمحطة طاقة الرياح بولنوار، هي محطة طاقة رياح بقدرة 102.375 ميجاوات (137,287 حصان)، تم تطويرها في موريتانيا. تم الانتهاء من المشروع في ديسمبر 2023، 

## الموقع
تقع محطة الطاقة في قرية بولنوار على بُعد حوالي 400 كيلومتر (249 ميل) إلى الشمال الغربي من مدينة نواكشوط، عاصمة موريتانيا. تقع هذه القرية في شمال غرب البلاد، بالقرب من الحدود الدولية مع الصحراء الغربية. تم وضع المحطة في هذا الموقع الاستراتيجي للاستفادة من موارد الطاقة المحلية وتوفير الكهرباء للمنطقة المحيطة بها. تم اختيار هذا الموقع بعناية لتوفير الاستقرار والتوازن الجغرافي وضمان استدامة إمدادات الطاقة.

## نظرة عامة
تتكون مزرعة الرياح من 39 توربيناً من سيمنس-جاميسا، حيث يبلغ القدرة المقدرة لكل توربينة 2.625 ميجاوات. السعة المثبتة الإجمالية للمحطة الكهربائية تبلغ 102.375 ميجاوات. وهذا يشير إلى أن مزرعة الرياح تمتلك إمكانات كبيرة لتوليد الطاقة المستدامة والنظيفة. استخدام هذه التوربينات المتقدمة يسهم في كفاءة وفاعلية عمل المحطة الكهربائية، مما يسهل إنتاج كمية كبيرة من الكهرباء.

## البناء
تمتلك محطة الطاقة من قبل الشركات التي يطورها وتشغلها. وتتألف أسهم التحالف من شركة سيمنز الألمانية و شركة سيمنز غاميسا لتصنيع أجهزة توربينات الرياح الإسبانية. كانت شركة إليكنور الإسبانية للتكنولوجيا جزءًا من التحالف ولكنها انسحبت وباعت حصتها لشركة سيمنز في الربع الثالث من عام 2020.   

## التكاليف والتمويل
اعتبارًا من سبتمبر 2020 ، بلغت ميزانية تطوير محطة الطاقة هذه 140 مليون يورو. التزم الصندوق العربي للإنماء الاقتصادي والاجتماعي (AFESD) ، وهي مؤسسة تمويل تنموية مقرها الكويت العاصمة, أحد أفرع جامعة الدول العربية ، بإقراض 120 مليون يورو لتطوير هذه المحطة.

## التأثير
منذ عام 2020 ، تستخدم موريتانيا ما يقرب من 380 ميجاوات من الكهرباء. من هذا ، يتم الحصول على حوالي 76 بالمائة (حوالي 289 ميجاوات) من المولدات الحرارية. يتم استيراد نسبة 24 في المائة المتبقية (حوالي 91 ميجاوات) من محطة مانانتالي للطاقة الكهرومائية في مالي . مع نمو عدد سكان البلاد بنسبة 2.6 في المائة سنويًا ، توفر مصادر الطاقة المتجددة ، وخاصة الطاقة الشمسية وطاقة الرياح ، مسارًا صديقًا للبيئة لتوسيع إمدادات الكهرباء وتحفيز النمو الاقتصادي.

## روابط خارجية
- Elecnor تفوز بعقد لبناء ثاني مزرعة لطاقة الرياح في موريتانيا اعتبارًا من 3 يوليو 2018.